# Dawid Kostecki
Dawid Kostecki (ur. 27 czerwca 1981 w Rzeszowie, zm. 2 sierpnia 2019 w Warszawie) – polski pięściarz, interkontynentalny mistrz federacji World Boxing Association (WBA) w wadze półciężkiej, młodzieżowy mistrz świata World Boxing Council (WBC) oraz mistrz World Boxing Foundation (WBF), World Boxing Federation (WBFed) i International Boxing Council (IBC) w wadze półciężkiej.

## Kariera sportowa

### Boks
Tytuły w boksie
- 2004–2005 – młodzieżowe mistrzostwo świata WBC
- 2005 – mistrzostwo WBF
- 2006, 2010 – mistrzostwo IBC
- 2010 – mistrzostwo WBFed
- 2010 – mistrzostwo WBC Baltic
- 2011 – interkontynentalne mistrzostwo WBA

Niedozwolony doping
W marcu 2015 poinformowano o tym, że podczas gali Polsat Boxing Night, która odbyła się 8 listopada 2014 w Krakowie (w trakcie której przegrał walkę z Andrzejem Sołdrą), wykryto u pięściarza m.in. stanozolol i metyloheksanaminę. W maju 2015 Kostecki został zawieszony przez komisję dyscyplinarno-odwoławczą Polskiego Wydziału Boksu Zawodowego na dwa lata (kara obowiązywała od 11 marca 2015 do 10 marca 2017). Dawid Kostecki zaprzeczył temu, iż stosował niedozwolone środki dopingujące.

### Mieszane sztuki walki (MMA)
Po dyskwalifikacji w dziedzinie boksu w 2015 Dawid Kostecki zapowiedział występy w ramach mieszanych sztuk walki. Pierwszy pojedynek w tej formule zaplanowano na 28 listopada 2015 w Sosnowcu podczas gali Fight of Heroes 3. Przed tym terminem, w nocy 22/23 listopada 2015 Dawid Kostecki został hospitalizowany w stanie ciężkim w szpitalu w Rzeszowie, który opuścił w grudniu tego samego roku.

## Życie prywatne

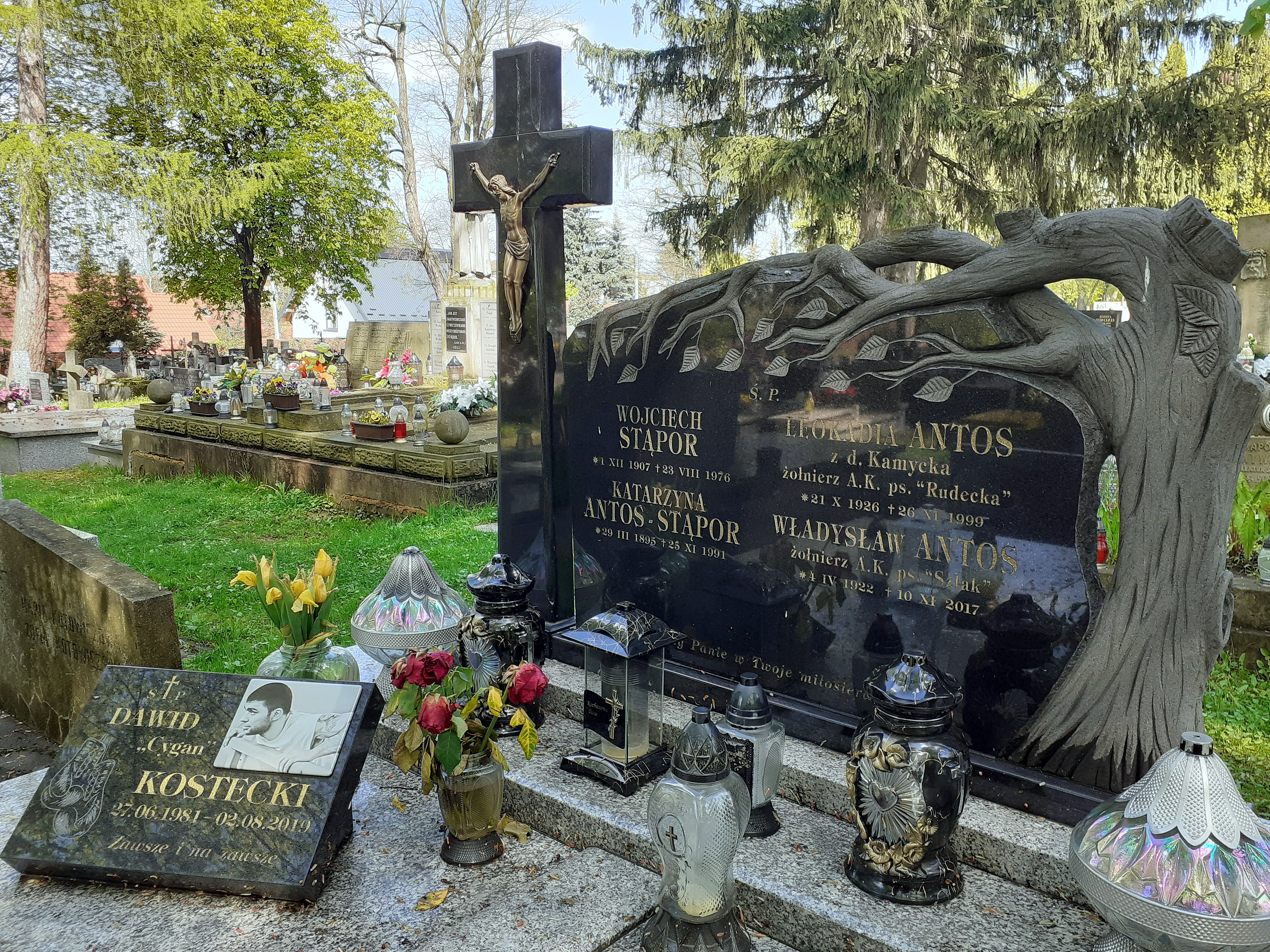
Grobowiec Dawida Kosteckiego

Był pochodzenia polsko-romskiego, synem Roma i Polki. Jego ojciec, Jan Szoma ps. „Bakro”, był judoką, w barwach klubu Walter Rzeszów w 1974 wywalczył awans do I ligi, w której występował, potem ponownie w II lidze. Dawid Kostecki od urodzenia związany był z Rzeszowem. Z żoną Edytą miał czterech synów (pierwszy urodził się, kiedy bokser nie był jeszcze pełnoletni).
Według komunikatu wystosowanego przez rzeczniczkę prasową Dyrektora Generalnego Służby Więziennej, 2 sierpnia 2019 nad ranem w celi Aresztu Śledczego Warszawa-Białołęka Dawid Kostecki popełnił samobójstwo przez powieszenie, leżąc w łóżku pod kocem. Sprawa śmierci Dawida Kosteckiego wywołała liczne kontrowersje dotyczące możliwości zaistnienia zabójstwa pięściarza.
Pogrzeb Dawida Kosteckiego na cmentarzu Pobitno w Rzeszowie w pierwotnie zaplanowanym terminie 10 sierpnia 2019 nie odbył się. Jego rodzina za pośrednictwem pełnomocników prawnych (Jacek Dubois, Roman Giertych) domagała się przeprowadzenia drugiej sekcji zwłok zmarłego, wskazując na prawdopodobieństwo dokonania jego zabójstwa, na co miały wskazywać obrażenia stwierdzone na ciele. W odpowiedzi na to Prokuratura Okręgowa w Warszawie zdementowała przypuszczenia, jakoby podnoszone obrażenia powstały przy udziale osób trzecich. W związku z tym druga sekcja zwłok nie została przeprowadzona. 24 sierpnia 2019 Dawid Kostecki został pochowany na cmentarzu Pobitno w Rzeszowie przy licznym udziale żałobników.

## Problemy z prawem
Dawid Kostecki zanim został zawodowym pięściarzem, odbył karę jednego roku pozbawienia wolności za pobicie.
W lutym 2007 został zatrzymany w Warszawie przez funkcjonariuszy Centralnego Biura Śledczego, a sąd zastosował wobec niego środek zapobiegawczy w postaci tymczasowego aresztowania na okres 3 miesięcy. Jego sprawę prowadzili śledczy najpierw z prokuratury w Kielcach, a następnie w Rzeszowie. Opuścił areszt śledczy za poręczeniem majątkowym w wysokości 60000 zł, zaś dodatkowo poręczenie osobiste złożył za niego także prezydent Rzeszowa Tadeusz Ferenc.
31 października 2011 Sąd Okręgowy w Rzeszowie skazał Dawida Kosteckiego na karę 2 lat i 6 miesięcy pozbawienia wolności za założenie i współkierowanie grupą przestępczą czerpiącą korzyści z nierządu. W latach 2003–2007 grupa prowadziła trzy agencje towarzyskie: dwie w Rzeszowie (Velvet i Venus) oraz jedną w Lutoryżu (Przystanek Alaska). Śledczy oskarżali Cygana także o handel amfetaminą o wartości rynkowej ponad 16000 zł, jednak sąd uniewinnił go od tego zarzutu. Wyrok nie był prawomocny, a pięściarz zapowiedział apelację. 20 maja 2012 Sąd Apelacyjny w Rzeszowie podtrzymał wyrok skazujący na karę 2 lat i 6 miesięcy pozbawienia wolności. W nocy 19/20 czerwca 2012 Dawid Kostecki został zatrzymany przez funkcjonariuszy Policji i doprowadzony do odbycia kary (nastąpiło to na 10 dni przed zaplanowaną walką z Royem Jonesem Jr.). Odbywał karę w zakładach karnych Rzeszów Załęże, Medyka i Łupków. Podczas odbywania kary Dawid Kostecki zaprzeczył temu, iż dokonał zarzucanych mu czynów i opublikował informacje dotyczące rzekomo rzeczywistych sprawców czynów jemu przypisywanych. 13 sierpnia 2014 wyszedł na wolność.
W czerwcu 2016 został ponownie zatrzymany w Lublinie przez funkcjonariuszy Centralnego Biura Śledczego Policji. Postawiono mu m.in. zarzuty kierowania grupą przestępczą. Zajmowała się ona praniem brudnych pieniędzy, wyłudzaniem podatków oraz legalizacją kradzionych samochodów. Według funkcjonariuszy policji grupa wyłudziła co najmniej 11 milionów złotych. Sąd zastosował wobec Dawida Kosteckiego środek zapobiegawczy w postaci tymczasowego aresztowania na okres 3 miesięcy, groziła mu kara do 10 lat pozbawienia wolności. 20 czerwca 2017 przed Sądem Okręgowym w Tarnobrzegu Dawid Kostecki dobrowolnie poddał się karze i został skazany nieprawomocnym wyrokiem na karę pięciu lat pozbawienia wolności, bez warunkowego zawieszenia wykonania kary, przy jednoczesnym zaliczeniu okresu tymczasowego aresztowania. Miał wyjść na wolność najwcześniej w 2021.
Dawid Kostecki łącznie pięciokrotnie odbywał kary pozbawienia wolności w zakładach karnych, będąc skazany m.in. za handel narkotykami, kierowanie zorganizowaną grupą przestępczą zajmującą się kradzieżami samochodów, czerpaniem korzyści z nierządu, zaś odsiadując kary w tym czasie działał w podkulturze przestępczej wśród osadzonych.

## Odniesienia w kulturze masowej
- W 2008 pojawił się w teledysku do utworu pt. „Po tej samej stronie” grupy Firma.
- W 2009 wystąpił w serialu Naznaczony, w którym wcielił się w postać pięściarza Żylety oraz w filmie pt. Moja krew.
- Od 2009 każdemu wejściu na ring przed walkami Dawida Kosteckiego towarzyszył utwór hip-hopowego zespołu Firma pt. „Czas na walkę”[51] (opublikowany na albumie NieLegalne Rytmy. Kontynuacja z 2009), który w tekście refrenu zawiera bezpośrednie odniesienie do pięściarza w postaci wersu: „To czas na walkę, to czas na walkę, Dawid Kostecki uliczny fighter”.
- W 2012 wziął udział w projekcie Drużyna Mistrzów, wspólnej akcji artystów hip-hipowych oraz sportowców propagującej uprawianie sportu i pozytywnej strony życia, którą sygnowali raper Bosski Roman oraz Artur Pszczółkowski[52].
- 4 września 2020 odbyła się premiera filmu Pętla, w którym jest pokazany wątek tajemniczej śmierci Dawida Kosteckiego. W rolę boksera wcielił się Piotr Stramowski[53].